# Chặng đua MotoGP Bồ Đào Nha 2021
Chặng đua MotoGP Bồ Đào Nha 2021 (tên chính thức 2021 Grande Prémio 888 de Portugal) là chặng đua thứ ba của mùa giải MotoGP 2021. Chặng đua được tổ chức ở trường đua Algarve International Circuit từ ngày 16 đến ngày 18 tháng 04 năm 2021. Đây là cuộc đua đánh dấu sự trở lại của Marc Márquez sau nhiều tháng dưỡng thương. Người chiến thắng là Fabio Quartararo của đội đua Yamaha.

## Diễn biến chính
Tay đua giành pole và podium ở chặng trước là Jorge Martín bị chấn thương nặng khi đua Practice, không thể tham gia cuộc đua chính và phải nghỉ nhiều chặng đua tiếp theo.
Ở buổi đua phân hạng, Francesco Bagnaia bị hủy vòng chạy pole-lap do thành tích được lập khi có cờ vàng. Người giành pole là Fabio Quartararo.
Ở cuộc đua chính, Quartararo lại có pha xuất phát không tốt để tụt xuống P6. Nhưng đến vòng 9, tay đua Yamaha đã trở lại vị trí dẫn đầu, qua đó giành chiến thắng thứ hai liên tiếp. Bagnaia cũng xuất sắc từ vị trí xuất phát thứ 11 vươn lên P2. Đương kim vô địch Joan Mir cũng có lần đầu tiên trong mùa giải lên podium. Trong khi đó, tay đua mới trở lại sau chấn thương, Marc Márquez cán đích ở vị trí thứ 7.
Trước chặng đua, tay đua dẫn đầu BXH tổng là Johann Zarco, tuy nhiên anh không ghi được thêm điểm nào do để ngã xe. Sau chặng đua, Quartararo vươn lên dẫn đầu BXH tổng với 61 điểm.

## Kết quả
| Stt                         | Số xe | Tay đua           | Xe      | Lap | Thời gian     | Xuất phát | Điểm |
| --------------------------- | ----- | ----------------- | ------- | --- | ------------- | --------- | ---- |
| 1                           | 20    | Fabio Quartararo  | Yamaha  | 25  | 41:46.412     | 1         | 25   |
| 2                           | 63    | Francesco Bagnaia | Ducati  | 25  | +4.809        | 11        | 20   |
| 3                           | 36    | Joan Mir          | Suzuki  | 25  | +4.948        | 9         | 16   |
| 4                           | 21    | Franco Morbidelli | Yamaha  | 25  | +5.127        | 5         | 13   |
| 5                           | 33    | Brad Binder       | KTM     | 25  | +6.668        | 15        | 11   |
| 6                           | 41    | Aleix Espargaró   | Aprilia | 25  | +8.885        | 7         | 10   |
| 7                           | 93    | Marc Márquez      | Honda   | 25  | +13.208       | 6         | 9    |
| 8                           | 73    | Álex Márquez      | Honda   | 25  | +17.992       | 13        | 8    |
| 9                           | 23    | Enea Bastianini   | Ducati  | 25  | +22.369       | 16        | 7    |
| 10                          | 30    | Takaaki Nakagami  | Honda   | 25  | +23.676       | 21        | 6    |
| 11                          | 12    | Maverick Viñales  | Yamaha  | 25  | +23.761       | 12        | 5    |
| 12                          | 10    | Luca Marini       | Ducati  | 25  | +29.660       | 8         | 4    |
| 13                          | 9     | Danilo Petrucci   | KTM     | 25  | +29.836       | 18        | 3    |
| 14                          | 32    | Lorenzo Savadori  | Aprilia | 25  | +38.941       | 20        | 2    |
| 15                          | 27    | Iker Lecuona      | KTM     | 25  | +50.642       | 19        | 1    |
| 16                          | 88    | Miguel Oliveira   | KTM     | 24  | +1 lap        | 10        |      |
| Ret                         | 5     | Johann Zarco      | Ducati  | 19  | Accident      | 3         |      |
| Ret                         | 42    | Álex Rins         | Suzuki  | 18  | Accident      | 2         |      |
| Ret                         | 46    | Valentino Rossi   | Yamaha  | 14  | Accident      | 17        |      |
| Ret                         | 43    | Jack Miller       | Ducati  | 5   | Accident      | 4         |      |
| Ret                         | 44    | Pol Espargaró     | Honda   | 4   | Rear Brakes   | 14        |      |
| DNS                         | 89    | Jorge Martín      | Ducati  |     | Did not start |           |      |
| OFFICIAL MOTOGP RACE REPORT |       |                   |         |     |               |           |      |

Nguồn: Trang chủ MotoGP